# Foro Internacional por la Emancipación y la Igualdad
El Foro Internacional por la Emancipación y la Igualdad fue un encuentro que tuvo lugar entre el 12 y el 14 de marzo de 2015 en Buenos Aires, Argentina. Consistió en una serie de conferencias a cargo de destacadas figuras de 19 países (la mayoría de habla hispana) incluyendo dirigentes políticos y líderes sociales e intelectuales.

## Oradores
| - Cuauhtémoc Cárdenas (México) - Constanza Moreira (Uruguay) - Emir Sader (Brasil) - Piedad Córdoba (Colombia) - Noam Chomsky (Estados Unidos) - Íñigo Errejón (España) - Ignacio Ramonet (España) - Ricardo Forster (Argentina) - Álvaro García Linera (Bolivia) - Nicolás Lynch (Perú) | - Gabriela Montaño (Bolivia) - Vladimir Acosta (Venezuela) - René Ramírez (Ecuador) - Martina Anderson (Irlanda) - Jean Luc Mélenchon (Francia) - Konstantinos Tsoukalas (Grecia) - Germán Cano (España) - Leonardo Boff (Brasil) - Gianni Vattimo (Italia) | - Horacio González (Argentina) - Marcelo Sánchez Sorondo (Argentina) - Paco Taibo (México) - Ticio Escobar (Paraguay) - Eduardo Moisés Torres Cuevas (Cuba) - Nidia Díaz (El Salvador) - Camila Vallejo (Chile) - Marisa Matias (Portugal) - Axel Kicillof (Argentina) |